# Wahlenbergia calycina
Wahlenbergia calycina là loài thực vật có hoa trong họ Hoa chuông. Loài này được Schltdl. ex Griseb. miêu tả khoa học đầu tiên năm 1879.